# Dziurka nad Piargiem
Dziurka nad Piargiem (JM2) – jaskinia, a właściwie schronisko, w Dolinie Małej Łąki w Tatrach Zachodnich. Wejście do niej znajduje się w Niżniej Świstówce, u podnóża Mnichowych Turni, na wysokości 1560 metrów n.p.m. Długość jaskini wynosi 5 metrów, a jej deniwelacja 1,5 metrów.

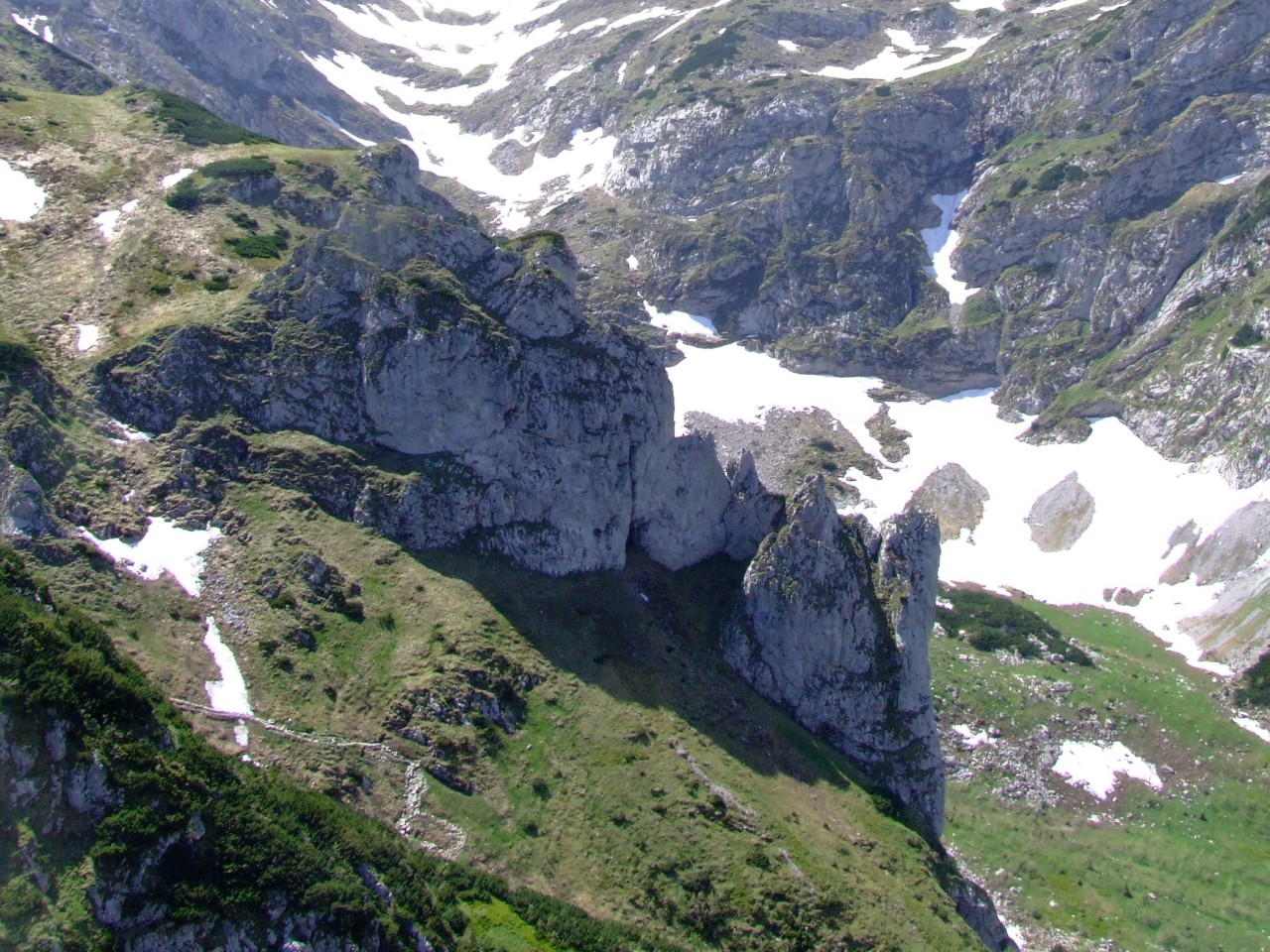
Mnichowe Turnie

## Opis jaskini
Jaskinię stanowi ciasny, idący stromo do góry korytarzyk łączący dwa małe otwory wejściowe. W środkowej części rozszerza się tworząc niewielką salkę.

## Przyroda
W jaskini brak jest nacieków. Ściany są wilgotne, przy otworach rosną mchy i porosty.

## Historia odkryć
Brak jest danych o odkrywcach jaskini. Jej pierwszy plan i opis sporządziła I. Luty przy pomocy M. Lasoty w 1978 roku.